# Lemmenjoki Nationalpark
Lemmenjoki Nationalpark (finsk: Lemmenjoen kansallispuisto, Inari Sami, nordsamisk: Leammi álbmotmeahcci) er beliggende i kommunerne Inari og Kittilä, Lappland, i det nordlige Finland. Den blev grundlagt i 1956 og er siden blevet udvidet to gange. Det samlede areal er 2.850 km2, hvilket gør den til Finlands største nationalpark og en af de største i Europa.
Nationalparken er opkaldt efter Lemmenjoki-floden, en 80 kilometer lang flod, der løber gennem den.
En del af parken grænser til Anárjohka nationalpark i Norge .
Om sommeren kan omkring 100 mennesker ses grave guld i området på 40 lodder. De fleste af gæsterne i parken – omkring 10.000 mennesker om året – er dog backpackere. Der er omkring 60 kilineter afmærkede stier i nationalparken, og der er anbragt broer og både for rejsende. Der er mere end ti gratis overnatningshytter i parken og tre der kan reserveres mod betaling.
Guldgravningsområdet indeholder to små flyvepladser, Martiniiskonpalo  og Keurulainen. De kan bruges til landing eller start med små propelfly.